# Jeffry Frieden
Jeffry Alan Frieden é o Professor na Universidade de Harvard e presidente do Departamento de Governo da Universidade de Harvard. De acordo com o Open Syllabus Project, ele é um dos autores mais citados em currículos universitários para cursos de ciência política.

## Biografia
Frieden recebeu seu BA da Columbia University em 1979 e seu Ph.D. em 1984. Sua pesquisa é especializada na política das relações financeiras e monetárias internacionais.
Seu livro de 2006 Global Capitalism: Its Fall and Rise in the Twentieth Century foi chamado de "uma das histórias mais abrangentes do capitalismo moderno já escritas" por Michael Hirsh do The New York Times.
Seus outros livros incluem Currency Politics: The Political Economy of Exchange Rate Policy (2015) e (com Menzie Chinn) Lost Decades: The Making of America's Debt Crisis and the Long Recovery (2011).
Frieden também é coautor e editor de livros didáticos de ciência política World Politics Interests, Interactions, Institutions and International Political Economy: Perspectives on Global Power and Wealth.